# L'Anglais qui gravit une colline mais descendit une montagne
Pour plus de détails, voir Fiche technique et Distribution.
L'Anglais qui gravit une colline mais descendit une montagne ou L'Homme qui gravit une colline et redescendit une montagne au Québec (The Englishman Who Went Up a Hill But Came Down a Mountain) est un film sorti en 1995, écrit par Ivor Monger et réalisé par Christopher Monger.

## Détails
L'idée du film provient d'une histoire entendue par Christopher Monger de son grand-père à propos du village de Taff's Well (Ffynnon Taf en gallois), dans le Rhondda Cynon Taff, dans le Pays de Galles, et sa montagne Garth Mountain. Étant donné que cette région est maintenant urbanisée, le film a été tourné à Llanrhaeadr-ym-Mochnant et Llansilin en Galles centrales.

## Synopsis
L'histoire se déroule en 1917 (avec la Première Guerre mondiale en trame) et raconte l'histoire de deux Anglais cartographes, le pompeux Garrad et son assistant Anson, qui arrivent au village fictif de Ffynnon Garw (Rough Fountain en gallois) pour mesurer sa « montagne ». Ils créent un scandale quand ils concluent qu'elle est seulement une colline, car elle est légèrement moins élevée que les 300 mètres (1000 pieds) requis. Les villageois, aidés par le futé Morgan le Dom Juan et le révérend Jones (qui après s'être initialement opposé au projet, comprend ensuite qu'il peut permettre de restaurer la fierté du village endommagé par la guerre), conspirent avec Anson pour retarder le départ des cartographes et profiter de ce délai pour construire un cairn en terre au sommet de la colline afin de la rendre suffisamment grande pour qu'elle soit considérée comme une montagne.

## Fiche technique
- Titre : L'Anglais qui gravit une colline mais descendit une montagne
- Titre québécois : L'Homme qui gravit une colline et redescendit une montagne
- Titre original : The Englishman Who Went Up a Hill But Came Down a Mountain
- Réalisation : Christopher Monger
- Scénario : Ivor Monger
- Photographie : Vernon Layton
- Montage : David Martin
- Musique : Stephen Endelman
- Costumes : Janty Yates
- Production : Sarah Curtis
- Pays d'origine :  Royaume-Uni
- Langue : anglais
- Durée : 99 minutes

## Distribution
- Hugh Grant (VF : Jean-Philippe Puymartin / VQ : Jacques Lavallée) : Reginald Anson
- Ian McNeice (VF : Gérard Boucaron / VQ : François L'Écuyer) : George Garrad
- Tara Fitzgerald  (VF : Annie Le Youdec / VQ : Geneviève De Rocray)  : Betty
- Colm Meaney  (VF : Daniel Russo / VQ : Benoit Rousseau)  : Morgan le Don Juan (Morgan the Goat en V.O.)
- Kenneth Griffith  (VQ : André Montmorency)  : le révérend Robert Jones
- Ian Hart : Johnny le Secoué (Johnny Shellshocked en V.O.)
- Tudor Vaughn (VF : Jean-Pierre Denys) : Thomas Simplet
- Hugh Vaughn (VF : Bernard Musson) : Thomas Simplet aussi (à moins que ce ne soit l'autre)
- Robert Pugh (VF : Michel Ruhl / VQ : Guy Nadon) : Williams le garagiste (Williams the Petroleum en V.O.)
- Robert Blythe (VF : Robert Darmel / VQ : Louis-Georges Girard) : Ivor l'épicier
- Garfield Morgan (en) (VF : Jean-Pierre Leroux) : Davies l'instituteur
- Lisa Palfrey  (VF : Marie Vincent / VQ : Lisette Dufour)  : Blod Jones
- Wyn Roberts Daffyd : Tommy Deux-Temps
- Ieuan Rhys (VF : Michel Mella) : Sergent Thomas
- Anwen Williams : Mavis
- David Lloyd Meredith : Jones le juge de paix
- Fraser Cains : Evans la Fin du Monde
- Jack Walters (VF : René Bériard / VQ : Jean-Louis Roux) : Grand-père
- Harry Kretchmer : le jeune garçon
- Howell Evans : Thomas les trains
- Maisie McNeice : Jeune fille seule dans la classe

## Autour du film
- Ce film a souvent été comparé avec Vieilles Canailles, un film comique écrit et réalisé par Kirk Jones pour l'humour et la description des personnages.